# شرحبيل بن سعد
شرحبيل بن سعد أَبُو سعد الخطمي المدني، تابعي مدني، عالم بالمغازي، وأحد رواة الحديث النبوي، ضعيف الرتبة، بقي إلى آخر الزمان حتى اختلط، واحتاج حاجةً شديدةً، وله أحاديث، وليس يُحْتَجّ به. ولم يوثّقه إلا ابن حبان، مات سنة 123 هـ.

## روايته للحديث النبوي
- روى عن: جابر بن عبد الله بن عمرو بن حرام، والحسن بن علي، وزيد بن ثابت، وعبد الله بن عباس، وعبد الله بن عمر بن الخطاب، وعويم بن ساعدة الأَنْصارِيّ، وأَبِي رافع مولى النَّبِيّ، وأبي سعيد الخدري، وأبي هريرة.[3] وأبي عنبة الخولاني.[4]
- روى عنه: إسماعيل بْن أمية، والحكم بْن عَبد الرَّحْمَنِ بْن أَبي نعم البجلي، وزياد بْن سعد، وزيد بْن أَبي أنيسة، والضحاك بْن عُثْمَانَ الحزامي، وعاصم الأحول، وأَبُو الزناد عبد الله بن ذكوان، وأَبُو أويس عَبد الله بْن عَبد الله المدني، وعبد الرحمن بن أبي الزناد، وعَبْد الرحمن بْن سُلَيْمان بْن الغسيل، وعكرمة مولى ابن عباس - ومات قبله بدهر طويل، وعمارة بن غزية، وفطر بن خليفة، ومالك بن أنس، ومحمد بن إسحاق بن يسار، ومحمد بن عبد الرحمن بن أبي ذئب، ومخول بْن راشد، ومصعب بْن مُحَمَّد بن شرحبيل، وموسى بن عقبة، ونجيح أَبُو معشر المدني، ويحيى بن سعيد الأنصاري، ويزيد بن الهاد، ويونس بْن عَبد اللَّهِ بْن أَبي فروة.[3]
- الجرح والتعديل: قال أبو أحمد بن عدي الجرجاني: «إلى الضعف أقرب، وفي عامة ما يرويه نكارة»، وقال أبو حاتم الرازي: «ضعيف الحديث»، وقال أبو زرعة الرازي: «فيه لين»، وقال أبو عبد الله الحاكم النيسابوري: «تابعي مدني غير متهم»، وقال النسائي: «ضعيف»، وقال ابن أبي حاتم: «عالم بالمغازي»، وقال ابن حجر العسقلاني: «صدوق اختلط بأخرة»، وقال الدارقطني: «ضعيف يعتبر به»، وقال سفيان بن عيينة: «لم يكن بالمدينة المنورة أحد أعلم بالبدريين منه وأصابته حاجة فكانوا يخافون إذا جاء إلى الرجل يطلب منه الشيء فلم يعطه ان يقول لم يشهد أبوه بدرًا»، وقال مالك بن أنس: «ليس بثقة».[5] روى له أبو داود وابن ماجة.